# Шоу Тома и Джерри (мультсериал, 2014)
Шоу Тома и Джерри (англ. The Tom and Jerry Show) — американский анимационный телесериал 2014 года, созданный Warner Bros. Animation и Renegade Animation. Основан на персонажах из серии короткометражных мультфильмов «Том и Джерри», созданных Уильямом Ханной и Джозефом Барберой в 1940 году. Мировая премьера состоялась на американском телеканале Cartoon Network 9 апреля 2014 года.
1 марта 2014 года было объявлено, что невыпущенные эпизоды будут выпущены на сервисе видео по запросу от Boomerang. Шоу стало выходить на канале Boomerang с третьего сезона, а четвёртый и пятый доступны на нём исключительно как видео по запросу.